# Johan Sebastian Welhaven
Johan Sebastian Cammermeyer Welhaven (22 de desembre de 1807 - 21 d'octubre de 1873) va ser un escriptor, poeta, crític i teòric de l'art noruec. Ha estat considerat "una de les més grans figures de la literatura noruega".

## Biografia
Johan Welhaven va néixer a Bergen, Noruega el 1807. El seu avi, Johan Andrew Welhaven (1748–1811) va ser professor i més tard ajudant del pastor de l'església de Santa Maria (Mariakirken), que va servir a la comunitat alemanya de la ciutat. El pare de l'autor, Johan Ernst Welhaven (1775–1828), va ser pastor a l'Hospital de Sant Jordi (St. Jørgens spedalskehospital), mentre que la seva mare, Else Margaret Cammermeyer, era filla de Johan Sebastian Cammermeyer, capellà resident de l'Església de la Santa Creu. (Korskirken).
Johan Welhaven era membre d'una família reconeguda que incloïa la seva germana Maren Sars, l'esposa del teòleg i biòleg Michael Sars (1805–1869), i mare de l'historiador, Ernst Sars (1835–1917), el biòleg marí Georg Ossian Sars (1837–1927) i la cantant mezzosoprano Eva Nansen (1858–1907). Johan Welhaven va ser ell mateix pare de l'arquitecte noruec Hjalmar Welhaven.
Welhaven va assistir a l'escola de la catedral de Bergen entre 1817 i 1825. El 1828 va començar a estudiar teologia sota la supervisió del seu pare, però aquell mateix any va morir el seu pare, i així, Welhaven va continuar els seus estudis a la universitat de la capital, on va venir a viure la resta de la seva vida. Després dels seus exàmens finals a la Universitat de Christiania el 1827, es va dedicar a la literatura.
El 1836 havia visitat França i Alemanya; i el 1858 va marxar a Itàlia per estudiar arqueologia. El 1840, va ser nomenat professor de filosofia a la Royal Frederik's University de Christiania i va pronunciar una sèrie de conferències sobre temes literaris.
Quan l'any 1843 va obtenir una feina acadèmica, va despertar polèmica perquè ni tan sols havia acabat la carrera de teologia, i no havia publicat cap obra de caràcter filosòfic. Wergeland també va buscar la seva posició i va completar una carrera teològica i va utilitzar les il·lustracions de la Creació, Home i Messies per mostrar el seu profund coneixement històric i filosòfic. Va esdevenir professor el 1846.
Després, va passar 26 anys donant classes de filosofia a la Universitat de 1840 a 1866. La seva influència es va ampliar amb el seu nomenament com a director de la Societat de les Arts.
Va morir a Christiania el 1873.

## Carrera

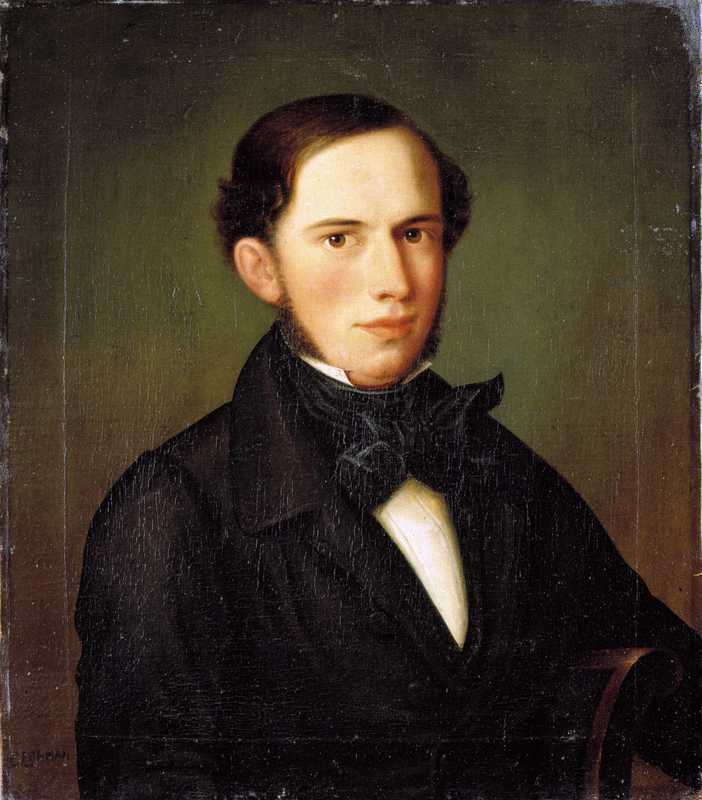
Welhaven, de Carl Peter Lehmann (1842); Bymuseum d'Oslo.

Welhaven es va fer un nom com a representant del conservadorisme a la literatura noruega del segle xix. Com ho demostra un atac a la poesia d'Henrik Wergeland, es va oposar a les teories dels nacionalistes extrems. Ell desitjava que la cultura noruega s'ajustés a la d'altres països europeus, i ell mateix va seguir la tradició romàntica, sent influenciat per JL Heiberg.
És conegut pel seu contacte amb Henrik Wergeland i pel poema Republikanerne ("Els republicans"). Welhaven també va tenir una relació sentimental amb la germana petita de Wergeland, Camilla Collett.
Va fer una exposició del seu credo estètic al cicle de sonets de 1834 Norges Dæmring ("L'alba de Noruega"). Va publicar un volum de Digte ("Poemes") el 1839; i el 1845 Nyere Digte ("Poemes més nous"). Altres poemes van seguir el 1847 Den Salige (El benaventurat), 1848, 1851 i 1859. Era molt conegut per tractar amb la natura i el folklore, com a «Asgaardsreien» de Nyere Digte, la base del quadre de Peter Nicolai Arbo La caça salvatge d'Odin. Més tard també es va fer conegut per poemes sobre religió, com «En Sangers Bøn» (L'oració d'un cantant). Hi va mostrar el seu vessant espiritual, expressant empatia pels seus semblants i l'esperança cristiana pietosa amb al·lusions bíbliques.
A la dècada de 1840, Welhaven era una figura del moviment del romanticisme nacional noruec. Welhaven va ajudar a començar la carrera de Hans Gude, un pintor romàntic, ja que va ser Welhaven qui va recomanar que Gude assistís a l'Acadèmia d'Art de Düsseldorf.

## Obres seleccionades
- Til Henrik Wergeland! (1830)

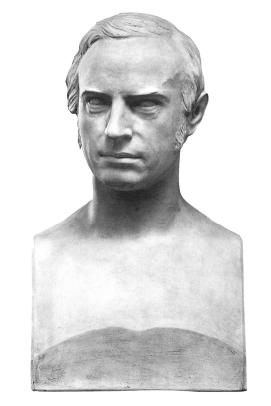
Bust de Johan Welhaven (1867) Nasjonalgaleriet

- Henrik Wergelands Digtekunst og Polemik ved Aktstykker oplyste, (1832)
- Norges Dæmring. Et polemisc Digt, (1834)
- Digte, (1839)
- Nyere Digte, (1845)
- Halvhundrede Digte, (1848)
- Reisebilleder og Digte, (1851)
- En Sjel i Vildmarken, (1856)
- En Digtsamling, (1860)
- Ewald og de norske Digtere, (1863)
- Samlede Skrifter, (1867–68)
- Samlede Digterværker, Jubilæumsutgave I-VI (1907, reeditat el 1921)
- Samlede Digterverker I-III, (1945)
- Metaphysik i 100 Paragrafer (manuscrit de la conferència publicat amb comentaris d'A. Aarnes i EA Wyller, 1965)
- Samlede verker 1–5 (amb introducció i comentari d'Ingard Hauge, 1990–1992)